# Маяр (Леванська Варош)
45°17′ пн. ш. 18°14′ сх. д. / 45.29° пн. ш. 18.23° сх. д.
Маяр (хорв. Majar) — населений пункт у Хорватії, в Осієцько-Баранській жупанії у складі громади Леванська Варош.

## Населення
Населення за даними перепису 2011 року становило 148 осіб.
Динаміка чисельності населення поселення:

## Клімат
Середня річна температура становить 10,94 °C, середня максимальна – 25,34 °C, а середня мінімальна – -5,92 °C. Середня річна кількість опадів – 737 мм.
| Клімат поселення                              | Клімат поселення | Клімат поселення | Клімат поселення | Клімат поселення | Клімат поселення | Клімат поселення | Клімат поселення | Клімат поселення | Клімат поселення | Клімат поселення | Клімат поселення | Клімат поселення | Клімат поселення |
| Показник                                      | Січ.             | Лют.             | Бер.             | Квіт.            | Трав.            | Черв.            | Лип.             | Серп.            | Вер.             | Жовт.            | Лист.            | Груд.            |                  |
| Середній максимум, °C                         | 6,36             | 8,18             | 12,67            | 17,23            | 22,34            | 25,34            | 25,05            | 24,52            | 20,40            | 15,02            | 9,21             | 5,25             |                  |
| Середня температура, °C                       | 0,22             | 2,06             | 6,53             | 11,10            | 16,20            | 19,22            | 21,15            | 20,60            | 16,48            | 11,11            | 5,30             | 1,32             |                  |
| Середній мінімум, °C                          | −5,92            | −4,07            | 0,40             | 4,96             | 10,08            | 13,10            | 17,23            | 16,69            | 12,57            | 7,20             | 1,40             | −2,6             |                  |
| Норма опадів, мм                              | 47               | 46               | 44               | 56               | 68               | 95               | 67               | 62               | 53               | 66               | 73               | 60               |                  |
| Середньомісячна швидкість вітру, м/с          | 2.04             | 2.30             | 2.58             | 2.50             | 2.21             | 2.05             | 2.00             | 1.86             | 1.82             | 1.91             | 2.02             | 2.10             |                  |
| Середньомісячна сонячна радіація, кДж/м²·день | 4295             | 6980             | 10895            | 15299            | 19184            | 21203            | 22143            | 20393            | 14957            | 9308             | 4938             | 3628             |                  |
| --------------------------------------------- | ---------------- | ---------------- | ---------------- | ---------------- | ---------------- | ---------------- | ---------------- | ---------------- | ---------------- | ---------------- | ---------------- | ---------------- | ---------------- |
| Джерело:                                      |                  |                  |                  |                  |                  |                  |                  |                  |                  |                  |                  |                  |                  |